# Um Leão em Família
Um Leão em Família é um romance infanto juvenil de Luiz Puntel publicado em 1989. Faz parte da Série Vaga-Lume.
Conta a história de um menino que encontra um filhote de leão e o leva para casa com o intuito de criá-lo escondido. 

## Resumo
A história começa quando Danilo e Batatinha, que moravam em uma cidade do interior, encontram um leão atrás de uma moita. Eles escondem o animal no cemitério, que é um quartinho de despejo da casa do Danilo. No entanto, à medida que ele cresce, fica impossível cuidar do animal sem que ninguém o veja. Os pais de Danilo descobrem o Amigão – nome dado ao leão – e contratam um caçador para saber se poderiam criar o animal em casa. Porém, a vizinhança, assustada, reclama muito e a polícia tenta levar Amigão.  Danilo foge com o leão e ambos são perseguidos.
Os perigos aumentam, o jovem é baleado e cai num rio. Amigão o salva e os dois são recolhidos por André, que é veterinário e por seu pai, Nico, que pescavam no local. Quando se recupera, Danilo lê no jornal uma notícia sobre ele. Os pescadores explicam ao garoto que sua fuga só trouxera preocupações à família, e então Danilo decide voltar para casa e doar Amigão para o zoológico, junto com a sua verdadeira família.
O livro mostra a força da amizade, e talvez seja esse o ponto principal dessa narração. https: